# Las Vegas Strip Circuit
Il Las Vegas Strip Circuit, inizialmente noto come Las Vegas Street Circuit, è un circuito cittadino semipermanente situato a Paradise, città adiacente a Las Vegas, in Nevada, negli Stati Uniti d'America.

## Storia
Il 31 marzo 2022 è stato annunciato il ritorno del Gran Premio di Las Vegas nel calendario del campionato mondiale di Formula 1, rendendo noto che si correrà in notturna e su un nuovo circuito cittadino, del quale è stata fornita la prima versione del disegno. Esso è la seconda sede di tale Gran Premio – e in totale la dodicesima sede statunitense di un Gran Premio di Formula 1 –, dopo che le uniche due edizioni corse sinora (1981 e 1982) sono state disputate sul circuito del Caesars Palace, oggi non più esistente. Il successivo 2 settembre viene pubblicato un tweet che mostra una versione aggiornata del circuito, con l'aggiunta di una variante.
A maggio 2022 Formula One Group ha acquistato un'area di 39 acri (16 ha) tra Koval Lane e Harmon Avenue, nella quale è stata costruita la zona del paddock e della pit lane. A marzo 2023 il circuito viene rinominato Las Vegas Strip Circuit.
Il disegno del tracciato è stato affidato all'azienda Tilke GmBH, dell'ingegnere tedesco Hermann Tilke, con il progetto condotto dal figlio Carsten.

## Descrizione
Il tracciato fa uso quasi esclusivamente di strade urbane, eccezion fatta per il tratto tra le curve 17 e 4, ovvero la zona del paddock e della pit lane, che è permanente.
Il circuito, scelto tra 31 modelli inizialmente selezionati, da percorrere in senso antiorario, è lungo 6 201 m, dietro solo alla lunghezza del circuito di Spa-Francorchamps, si snoda tra 17 curve, 11 a sinistra e 6 a destra, e offre due zone per l'utilizzo del Drag Reduction System. I tre rettilinei sono ubicati sulla Koval Lane, sulla Las Vegas Strip e sull'Harmon Avenue. Il secondo è il più lungo e misura 1,9 km; su di esso si raggiunge una velocità stimata di 342 km/h.
Originariamente il circuito prevedeva 14 curve, con un'ampia svolta a 180° attorno alla Sphere, la quale corrispondeva alla curva 6. Il disegno attuale presenta una variante.
Il record assoluto del circuito è di 1'32"312 stabilito da George Russell su Mercedes nelle qualifiche del Gran Premio di Las Vegas 2024.

## Albo d'oro della Formula 1
| Anno | Pilota         | Scuderia |
| ---- | -------------- | -------- |
| 2023 | Max Verstappen | Red Bull |
| 2024 | George Russell | Mercedes |

### Vittorie per pilota
| Vittorie | Pilota         | Anno(i)/Vettura |
| -------- | -------------- | --------------- |
| 1        | Max Verstappen | 2023/Red Bull   |
| 1        | George Russell | 2024/Mercedes   |

### Vittorie per scuderia
| Vittorie | Scuderia | Anno(i)/Pilota      |
| -------- | -------- | ------------------- |
| 1        | Red Bull | 2023/Max Verstappen |
| 1        | Mercedes | 2024/George Russell |